# Mozilla Corporation
Pour les articles homonymes, voir Mozilla.

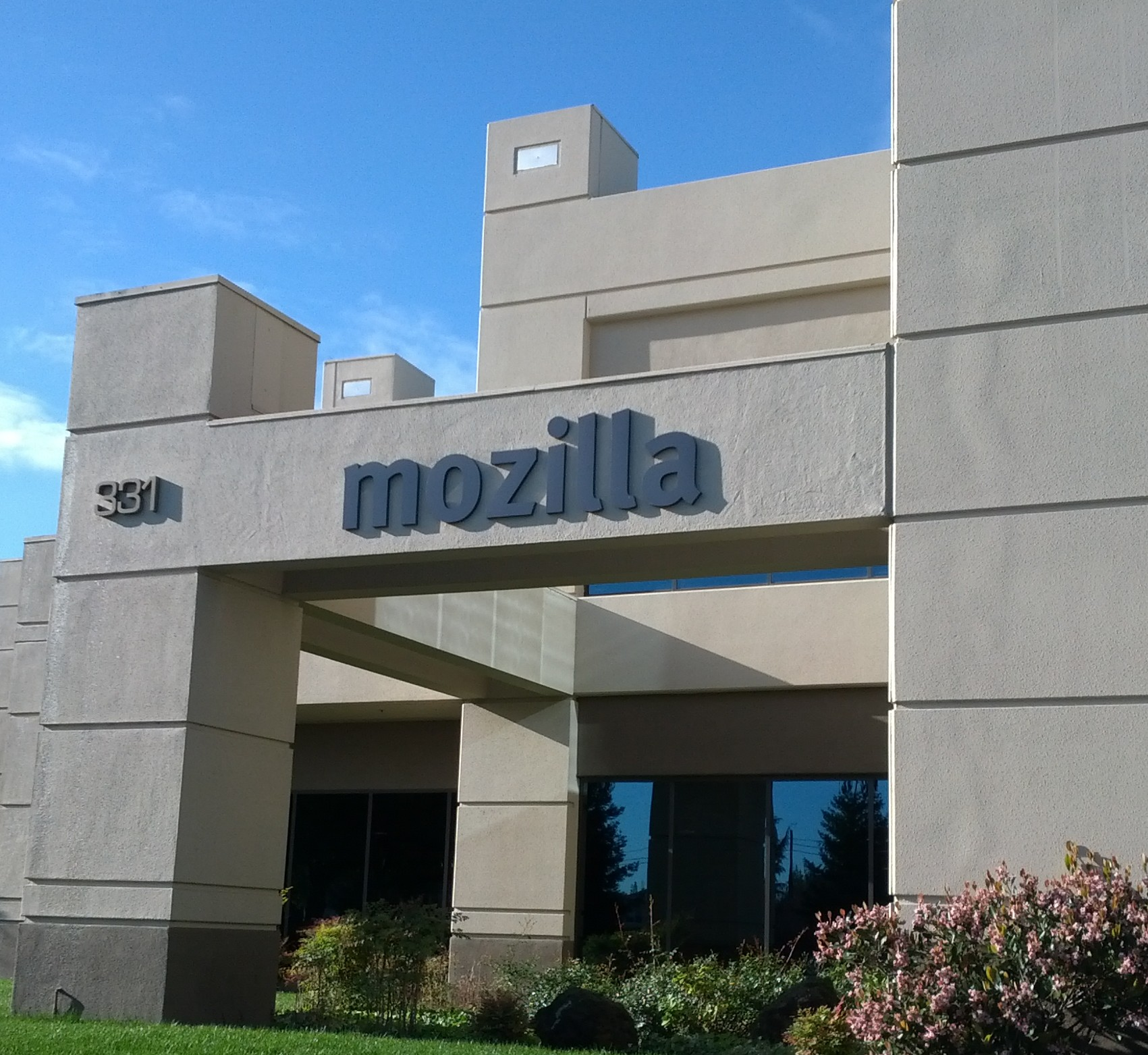
Ancien quartier général de Mozilla Corporation et Mozilla Foundation, autrefois situés à Moutain View, en Californie.

La Mozilla Corporation, qui existe depuis le 3 août 2005, est la filiale de la Fondation Mozilla qui s'occupe du développement et du marketing du navigateur Mozilla Firefox. Contrairement à la fondation à but non lucratif, les revenus de la Corporation sont imposables. La totalité des profits retourne à la fondation. La quasi-totalité des employés de Mozilla sont payés par la Corporation. En août 2017, Mozilla compte environ 1 200 employés.

## Évènements notables
Depuis le 19 février 2008, le développement de Mozilla Thunderbird a été confié à Mozilla Messaging.
Le 8 novembre 2010, Gary Kovacs (en) remplace John Lilly à la tête de Mozilla Corporation.
En avril 2014, Brendan Eich est nommé PDG de Mozilla Corporation. Il est publiquement critiqué par des membres de l'entreprise pour avoir financé en 2008 à hauteur de 1 000 $, une campagne pour un référendum visant à rendre illégal le mariage homosexuel en Californie. Il est contraint de démissionner quelques jours après sa nomination en raison de convictions jugées incompatibles avec l'état d'esprit de l'entreprise. Chris Beard est alors désigné pour le remplacer par intérim à la tête de Mozilla Corporation. Le 28 juillet 2014, Chris Beard est officiellement nommé PDG de la société,.
En août 2019, Chris Beard annonce vouloir quitter l'entreprise à la fin de l'année, pour « passer plus de temps avec [sa] famille »,. En décembre 2019, il est remplacé par Mitchell Baker, alors nommée PDG par intérim de Mozilla Corporation. Le 8 avril 2020, elle est officiellement nommée PDG de l'entreprise,,. 
Le 15 janvier 2020, dans un note interne de Mitchell Baker, TechCrunch apprend le licenciement de 70 personnes, puisque les produits récemment lancés (VPN, Pocket, abonnements à des sites de presse, etc.) n'ont pas eu le succès commercial escompté. Cette coupe salariale permettrait cependant d'investir dans l'innovation de l'entreprise à hauteur de 43 millions de dollars,,.
Le 11 août 2020, Mozilla annonce le licenciement de 250 employés, près d'un quart de ses effectifs. L'organisation revoit la priorité de ses projets, en quête de rentabilité,, après une période de pandémie qui « a significativement impacté [son] chiffre d'affaires », selon Mitchell Baker (malgré le fait que cette dernière se soit permis d'augmenter son propre salaire de près de 400 % sur cette même période). Cette restructuration inclut l'arrêt des opérations de l'entreprise à Taipei. L'entreprise affirme maintenant se concentrer sur l'élargissement de la base d'utilisateurs de Firefox et sur des produits comme Pocket, son VPN, son espace de discussion en réalité virtuelle (VR) "Hubs" et de nouveaux outils de "sécurité et de confidentialité",,,.
En décembre 2020, la société quitte Mountain View au profit de San Francisco, où elle possédait déjà des bureaux.
Le 8 février 2024, Mitchell Baker cède son poste de directrice générale à Laura Chambers pour redevenir présidente exécutive de Mozilla Corporation. La nouvelle PDG explique qu'elle ne cherchera pas à obtenir un poste permanent car elle prévoit de rentrer en Australie plus tard en 2024 pour des raisons familiales,,.
Le 13 février 2024, Bloomberg annonce que Mozilla Corp. licencie environ 60 personnes, soit 5% de sa force de travail, dans le cadre d'un remaniement sous la houlette de la nouvelle directrice générale Laura Chambers. L'organisation prévoit de réduire ses investissements dans son VPN, Firefox Relay et le nettoyeur d'empreinte en ligne de Mozilla Monitor Plus, de réduire la taille de l'équipe derrière son instance Mastodon et de fermer Mozilla Hubs, son monde virtuel 3D lancé en 2018. L'entreprise supprime également des emplois dans son équipe d'infrastructure, "MozProd". Dans une note interne transmise à TechCrunch, Mozilla explique se concentrer sur l'intégration d'une "intelligence artificelle (IA) [générative] fiable dans Firefox", en réunissant les équipes travaillant sur Pocket, Content et Mozilla AI,.